# Enrico Palmosi
Enrico Palmosi, detto Kikko (Cernusco sul Naviglio, 7 novembre 1978), è un pianista, arrangiatore e produttore discografico italiano.

## Biografia
Nasce e vive a Cernusco sul Naviglio e si appassiona alla musica fin da piccolo. Ascoltava un po' di tutto, anche se non è mai stato un grande appassionato di musica italiana.
Ha studiato pianoforte per diversi anni, quando a 15 anni inizia a fare le sue prime esperienze nelle band del posto, scoprendo che arrangiare canzoni era la sua passione.

## La carriera come produttore discografico
Per caso, inizia a lavorare in una piccola casa discografica indipendente, per poi fare esperienze più o meno importanti, anche all'estero.
Prima di avere la svolta nella sua carriera di produttore discografico, "ritorna alle origini", facendo il musicista, il compositore e l'arrangiatore.
Nel 2003 inizia la sua collaborazione con i Modà, di cui è il produttore di tutti i brani, compreso l'EP Via d'uscita.
Nel 2005 suona il pianoforte a Sanremo per i Modà, per poi continuare a fare il produttore discografico.
Lavora per varie case discografiche, del tipo major, tra cui la EMI e la Walt Disney. Per la prima, produce vari brani per il cantante Valerio Scanu, per la seconda produce e scrive per Jacopo Sarno. 
È il produttore di Simonetta Spiri e del suo primo album "Il mio momento". Collabora con Francesco Silvestre nell'arrangiamento di tutti i brani dei Modà ed è il produttore artistico di tutti i loro brani, vincendo un disco di diamante per la produzione dell'album "Viva i Romantici" e un multiplatino per l'album successivo, "Gioia". Questo sarà l'ultimo album dei Modà prodotto da Enrico Palmosi.
Nel 2010 co-scrive e produce Emma Marrone: Non è l'inferno e Arriverà, in quanto il primo è scritto da lui e Silvestre, come il secondo (duettato con i Modà).
Nel 2016 forma la società editoriale "Il branco", insieme a Tony Maiello e Sabatino Salvati. Nel giro di 2 anni scrivono e collaborano con Pausini, Giorgia, Francesco Renga, Annalisa, Tiziano Ferro e tanti altri. Firmano con SonyATV un biennale al termine del quale il catalogo del Branco viene venduto e la società sciolta.
Nel 2018 diventa autore per Baby Angel Music, capitanata da Max Moroldo. Negli anni successivi scrive e produce anche per serie tv come School Hacks e Penny on Mars (Disney internazionale) e per Rai (serie Tv "Marta ed Eva"). 
Sempre nel 2018 co-scrive e produce "Centomila volte", brano con cui Einar vince Sanremo Giovani. Nel successivo Sanremo (2019) co-scrive e produce sempre per Einar il brano esibito tra i Big "Parole Nuove". 
Nel 2020 è il produttore artistico dell'album Figli delle favole del cantautore Matteo Faustini, tra cui brani: La bocca del cuore, Vorrei (la rabbia soffice), Il cuore incassa forte, Il gobbo e Figli delle favole, di cui è anche co-compositore.
Insieme allo stesso Max Moroldo nel 2021 apre un nuovo studio a Milano chiamato Music Garden. 
Nel 2022 produce altri brani di Matteo Faustini per l'album Condivivere, tra cui Sconosciuti, Il girasole innamorato della luna, L'ultima parola, Stanco di piangere, Per donare, 3 livelli e 1+1; di questi ultimi due, è anche co-compositore.
Nel 2024 produce due brani per l’artista emergente Jacopo Bolognesi detto Bolo.